# Zeydānlū (ort i Iran)
Zeydānlū (persiska: زیدانلو) är en ort i Iran.   Den ligger i provinsen Khorasan, i den nordöstra delen av landet, 600 km öster om huvudstaden Teheran. Zeydānlū ligger 1 273 meter över havet och antalet invånare är 900.
Terrängen runt Zeydānlū är platt åt sydväst, men åt nordost är den kuperad. Runt Zeydānlū är det ganska glesbefolkat, med 38 invånare per kvadratkilometer. Närmaste större samhälle är Qūchān, 16,3 km sydost om Zeydānlū. Trakten runt Zeydānlū består till största delen av jordbruksmark.